# Phaonia azygos
Phaonia azygos är en tvåvingeart som beskrevs av Malloch 1923. Phaonia azygos ingår i släktet Phaonia och familjen husflugor.
Artens utbredningsområde är New York. Inga underarter finns listade i Catalogue of Life.